# Projekt 667
Projekt 667B (v kódu NATO třída Delta) je třída raketonosných ponorek Sovětského námořnictva s jaderným pohonem. Třída představuje rozsáhlou skupinu celkem 43 raketonosných ponorek, stavěných ve čtyřech skupinách označených na západě Delta I až Delta IV. Tato třída představuje už od 70. let 20. století páteř sovětských (dnes ruských) námořních strategických sil. Jednotlivé podtřídy se od sebe liší především počtem a typem nesených balistických raket. Stavba čtvrté generace třídy Delta probíhala souběžně s realizací ambiciózního programu stavby obřích ponorek projektu 941 Akula (v kódu NATO třída Typhoon). Ty už ale ke svému účelu neslouží. Naopak varianty Delta III a Delta IV pokračují ve službě v Ruském námořnictvu dodnes a postupně je nahrazují ponorky nové třídy Borej.

## Varianty

Ponorka třídy Delta I

### Projekt 667B

Ponorka třídy Delta II

Projekt 667B (v kódu NATO třída Delta I) – vývoj od roku 1965. Celkem 18 ponorek bylo zařazeno do služby v letech 1972–1977. Ponorky nesly 12 balistických raket R-29 (v kódu NATO SS-N-8 Sawfly) s dosahem cca 7800 km, odpalovaných pomocí systému D-9. Střely nesly jednu jadernou hlavici o síle 800 kT TNT.

### Projekt 667BD

Ponorka třídy Delta III

Projekt 667BD (v kódu NATO třída Delta II) – vývoj od roku 1972. Celkem čtyři ponorky byly zařazeny do služby v letech 1974–1975. Ponorky nesly 16 balistických raket R-29D (v kódu NATO SS-N-8 Sawfly) s dosahem cca 9100 km, odpalovaných pomocí systému D-9D. Hlavice zůstala stejná.

### Projekt 667BDR

Ponorka třídy Delta IV

Projekt 667BDR (v kódu NATO třída Delta III) – vývoj od roku 1972. Celkem 14 ponorek bylo zařazeno do služby v letech 1976–1982. Ponorky nesou 16 balistických raket R-29R (v kódu NATO SS-N-18 Stingray), odpalovaných pomocí systému D-9R. Jedná se o první sovětské balistické rakety s vícenásobnou jadernou hlavicí (MIRV). Střela nesoucí tři hlavice o síle 200 kT TNT měla dolet 6500 km. Pokud ovšem nesou jen jednu hlavici o síle 450 kT, dolet se zvětší na 8000 km.

### Projekt 667BDRM
Projekt 667BDRM (v kódu NATO třída Delta IV) – vývoj od roku 1975. Sedm kusů bylo zařazeno do služby v letech 1985–1992. Ponorky nesou 16 balistických raket R-29RM (v kódu NATO SS-N-23 Skiff) s dosahem 8300 km, odpalovaných pomocí systému D-9RM. Každá raketa nese čtyři jaderné hlavice o síle 100 kT TNT. Ruské námořnictvo realizuje modernizaci těchto ponorek pro nesení vylepšené střely R-29RMU2 Siněva, zavedené do služby roku 2007.